# Night of Champions (2009)
Night of Champions 2009 est un Pay-per-View de la World Wrestling Entertainment. Il s'agit du troisième Night Of Champions de l'histoire de la WWE. Il s'est déroulé le 26 juillet 2009 au Wachovia Center, dans la ville de Philadelphie en Pennsylvanie.
Comme dans chaque édition annuelle, tous les titres sont remis en jeu dans la même soirée. Le slogan de cette édition est Every Championship Is On The Line qui signifie en français : Chaque Championnat est en jeu .

## Contexte
Les Pay-Per-View de la World Wrestling Entertainment sont généralement constitués de matchs justifiés par des rivalités ou qualifications survenues dans les différents shows de la WWE : RAW, Smackdown, ECW et Superstars. Les évènements cités ci-dessous se déroulent entre The Bash 2009 et Night of Champions 2009.
Les scénarios ici présentés sont la version des faits telle qu'elle est présentée lors des émissions télévisées. Ils respectent donc le Kayfabe de la WWE.

### Randy Orton contre Triple H contre John Cena
Le 29 juin, la WWE commença un tournoi miniature avec quatre participants et se déroulant sur deux émissions pour décider du challengeur numéro 1 au WWE Championship détenu par Randy Orton. Lors du premier match, Triple H battit MVP, alors que plus tard dans la soirée John Cena l'emporta sur The Miz. Triple H et Cena sont donc qualifiés pour la finale du tournoi, qui eut lieu lors du RAW suivant, afin de déterminer le challengeur numéro 1 pour le titre.
Le match se solda par une double disqualification à la suite de l'intervention de The Legacy. Ted DiBiase, Sr., le manager général de RAW pour la soirée, décida donc que le match serait un Triple Threat Match pour Night of Champions.

### CM Punk contre Jeff Hardy
À la suite de la défaite de CM Punk par disqualification à The Bash qui lui permit de conserver son titre, Jeff Hardy resta challengeur numéro 1 pour le World Heavyweight Championship.
Lors du Friday Night Smackdown! du 3 juillet, Jeff Hardy et CM Punk durent s'allier pour combattre les Unified Tag Team Champions Edge et Chris Jericho mais perdirent à cause de leur mauvais travail d'équipe, ce qui renforça leur rivalité.
Theodore Long, le GM de SmackDown, proposa ensuite un nouveau match de championnat, que le World Heavyweight Champion et son challengeur acceptèrent tous les deux.

### Maryse contre Mickie James
À la suite des deux matchs de championnat pour le Divas Championship de Maryse où Kelly Kelly ne put s'emparer du titre (elle gagna le premier par DQ et perdit le deuxième, et perdit également lors du Raw World Tour 2009 a Nîmes), la WWE remit la place de challengeur numéro 1 en jeu dans un Fatal4Way opposant Kelly Kelly, Beth Phoenix, Rosa Mendes et Mickie James. Ce fut cette dernière qui l'emporta et devint challengeuse numéro 1.

### Chris Jericho et Big Show contre The Legacy
Lors du Monday Night RAW du 6 juillet, Ted DiBiase, Sr. qui était alors Général Manager de la soirée, a décidé de mettre son fils et son coéquipier, donc The Legacy, en match contre Edge et Chris Jericho à Night of Champions 2009 pour le WWE Unified Tag Team Championship.
Mais Edge s'étant blessé au tendon d'achille lors d'un house-show, il ne pourra pas accompagner Chris Jericho et défendre le titre lors de cet évènement. Jericho choisit alors un "compagnon mystere" pour le remplacer à Night of Champions.

### Tommy Dreamer contre Christian
Lors de la ECW du 10 juillet, Christian bat Vladimir Kozlov dans une Number One Contender match et devient Challengeur no 1 pour le titre de champion de la ECW détenu par Tommy Dreamer.

### Rey Mysterio contre Dolph Ziggler
Lors du Friday Night SmackDown! du 10 juillet, Dolph Ziggler attaquait Rey Mysterio après le Main Event. On apprend pendant l'épisode du 16 juillet de Superstars, que Dolph défit Rey pour le titre Intercontinental.

### Six-Pack Challenge pour le United States Championship
Lors de l'épisode de Monday Night RAW du 20 juillet, a été annoncé un match à six pour le titre des États-Unis, avec pour participants le champion Kofi Kingston, Carlito, MVP, Jack Swagger, The Big Show et The Miz.

### Michelle McCool contre Melina
Melina a obtenu un match revanche pour le Women's Championship qu'elle avait perdu à The Bash 2009 contre Michelle McCool.

## Matchs
| #                                                                | Match                                                                                   | Stipulation                                                     | Durée |
| ---------------------------------------------------------------- | --------------------------------------------------------------------------------------- | --------------------------------------------------------------- | ----- |
| Dark                                                             | Cryme Tyme battent Hart Dynasty                                                         | Tag Team Match                                                  | 5:16  |
| 1                                                                | Chris Jericho et Big Show (c) battent Priceless (Cody Rhodes et Ted DiBiase)            | Tag Team Match pour le WWE Unified Tag Team Championship        | 12:08 |
| 2                                                                | Christian bat Tommy Dreamer (c)                                                         | Match Simple pour le ECW Championship                           | 10:28 |
| 3                                                                | Kofi Kingston (c) bat Montel Vontavious Porter, Carlito, Jack Swagger, Primo et The Miz | Six-Pack Challenge Match pour le WWE United States Championship | 8:35  |
| 4                                                                | Michelle McCool (c) bat Melina                                                          | Match Simple pour le WWE Women's Championship                   | 6:12  |
| 5                                                                | Randy Orton (c) bat John Cena et Triple H                                               | Triple Threat Match pour le WWE Championship                    | 22:23 |
| 6                                                                | Mickie James bat Maryse (c)                                                             | Match Simple pour le WWE Divas Championship                     | 8:36  |
| 7                                                                | Rey Mysterio (c) bat Dolph Ziggler                                                      | Match Simple pour le WWE Intercontinental Championship          | 16:00 |
| 8                                                                | Jeff Hardy bat CM Punk (c)                                                              | Match Simple pour le WWE World Heavyweight Championship         | 14:56 |
| (c) désigne le(s) champion(s) défendant son titre dans le match. |                                                                                         |                                                                 |       |